# Superprestige 1984-1985
Navigation
1983-1984 1985-1986
La 3e édition du Superprestige s'est déroulée entre les mois de novembre 1984 et janvier 1985. Elle comprenait huit manches disputées par les élites. Le classement général a été remporté par Roland Liboton.

## Hommes élites

### Résultats
| # | Date        | Lieu                                       | Vainqueur          | Deuxième            | Troisième          | Leader du classement général |
| - | ----------- | ------------------------------------------ | ------------------ | ------------------- | ------------------ | ---------------------------- |
| 1 | 4 novembre  | Zurich-Waid (Waidquer Zurich)              | Paul De Brauwer    | Roland Liboton      | Roger Lienhard     | Paul De Brauwer              |
| 2 | 25 novembre | Valkenswaard (Cyclo-cross de Valkenswaard) | Hennie Stamsnijder | Roland Liboton      | Rein Groenendaal   |                              |
| 3 | 9 décembre  | Rome (Cyclo-cross de Rome)                 | Roland Liboton     | Radomír Šimůnek sr. | Hennie Stamsnijder |                              |
| 4 | 23 décembre | Oss (Cyclo-cross d'Oss)                    | Roland Liboton     | Rein Groenendaal    | Hennie Stamsnijder |                              |
| 5 | 30 décembre | Diegem (Cyclo-cross de Diegem)             | Roland Liboton     | Frank van Bakel     | Hennie Stamsnijder |                              |
| 6 | 5 janvier   | Zillebeke (Cyclo-cross de Zillebeke)       | Rein Groenendaal   | Rudy Thielemans     | Johan Ghyllebert   | Roland Liboton               |
| 7 | 13 janvier  | Gavere (Cyclo-cross d'Asper-Gavere)        | Hennie Stamsnijder | Rein Groenendaal    | Adrie van der Poel | Roland Liboton               |
| 8 | 20 janvier  | Overijse (Druivencross)                    | Hennie Stamsnijder | Paul De Brauwer     | Rein Groenendaal   |                              |

### Classement général
| Pos | Coureur             | Points |
| --- | ------------------- | ------ |
| 1   | Roland Liboton      | 108    |
| 2   | Hennie Stamsnijder  | 99     |
| 3   | Rein Groenendaal    | 87     |
| 4   | Frank van Bakel     | 75     |
| 5   | Radomír Šimůnek sr. | 60     |
| 6   | Johan Ghyllebert    | 57     |
| 7   | Paul De Brauwer     | 57     |
| 8   | Albert Zweifel      | 43     |
| 9   | Rudy De Bie         | 39     |
| 10  | Yvan Messelis       | 39     |